# Arcilla expansiva
Una arcilla expansiva es aquella arcilla susceptible de producir grandes cambios de volumen, en directa relación con los cambios en la humedad del suelo. 

## Características
La mitigación de los efectos de una arcilla expansiva en las estructuras realizadas en las áreas con arcillas expansivas es un desafío en la ingeniería geotécnica. Las arcillas se expanden con la humedad y se contraen al secarse, formando profundas grietas. Este proceso favorece la mezcla de materiales desde horizontes más profundos, ya que al rellenarse las grietas con material externo, cuando la arcilla vuelve a hidratarse, expulsa parte del material más profundo por la falta de espacio. Este proceso repetido durante años acaba generando suelos de tipo vertisol.